# Дружинин, Николай Ильич
Николай Ильич Дружинин (10.05.1914-17.09.1994) — российский учёный в области гидротехники и мелиорации, член-корреспондент ВАСХНИЛ (1975).

## Биография
Родился в Санкт-Петербурге. Окончил Ленинградский институт инженеров водного транспорта (1938) и Высший военный гидрометеорологический институт РККА (1942).
Послужной список:
- 1934—1941 техник в НИИ гидротехники.
- 1941—1946 служба в РККА, участник Великой Отечественной войны.
- 1946—1965 руководитель группы водохранилищ ВНИИ гидротехники;
- 1949—1965 преподаватель Ленинградского института механизации и электрификации сельского хозяйства.
- 1960—1970 заведующий кафедрой гидравлики и фабрично-заводского строительства Ленинградского технологического института целлюлозно-бумажной промышленности,
- 1965—1976 заместитель директора, директор Северного НИИ гидротехники и мелиорации (СевНИИГиМ).
- 1975—1978 член Президиума Отделения ВАСХНИЛ по Нечернозёмной зоне РСФСР и председатель секции земледелия, химизации и лесоводства.
- 1976—1985 заведующий кафедрой с.-х. мелиораций Всесоюзного СХИ заочного образования.
- 1985—1994 старший научный сотрудник-консультант, с 1989 ведущий и главный научный сотрудник ВНИИ гидротехники и мелиорации.

Доктор технических наук (1958), профессор (1962), член-корреспондент ВАСХНИЛ (1975).
Научные интересы — исследование проблем гидротехники, мелиорации, водного хозяйства.
Под его руководством выполнены фильтрационные исследования по 27 крупнейшим гидроузлам СССР.
Награждён 2 орденами Трудового Красного Знамени, орденами «Знак Почета», Отечественной войны I степени, Красной Звезды, 9 медалями СССР, 3 золотыми медалями ВДНХ.
Сочинения:
- Изучение региональных потоков подземных вод методом электрогидродинамических аналогий. — М.: Недра, 1966. — 360 с.
- О состоянии и перспективах развития методов электрического моделирования в гидромелиорации и в смежных с ней областях. — Л.: Лениздат, 1971. — 48 с.
- Мелиорация земель в Нечернозёмной зоне РСФСР / соавт. А. В. Алексанкин. — М.: Колос, 1980. — 288 с.
- Математическое моделирование и прогнозирование загрязнения поверхностных вод суши / соавт. А. И. Шишкин. — Л.: Гидрометеоиздат, 1989. — 390 с.